# Svensk pølseret
Svensk pølseret er en kendt dansk gryderet. Den består normalt af kartoffel- og pølsestykker i en sovs af tomatpuré, løg, paprika, fløde og mælk.
Svensk pølseret er på trods af navnet ukendt i Sverige. Navnet menes at stamme fra danskere, der har været på lejrskole i Sverige, hvor man på en af de sidste dage har frembragt noget sammenkog af resterne: En ret med pølser i Sverige.